# پارک سو هونگ
پارک سو هونگ (کره‌ای: 박수홍؛ زادهٔ ۲۷ اکتبر ۱۹۷۰) کمدین و مجری اهل کره جنوبی است.